# Elecciones municipales de 2015 en la provincia de Valencia
Las Elecciones Municipales de 2015 en la provincia de Valencia se celebraron el 24 de mayo de 2015, junto con las elecciones a las Cortes Valencianas de 2015.
Un aspecto destacado de estas elecciones municipales es que el PP, Ganando no gobernó, por las estrategias tripartidistas (PSOE, Compromís, las marcas de Podemos, Izquierda Unida) pactaron entre ellos, haciendo que el PP no gobernara en ninguna de las 20 ciudades más pobladas de la provincia. La ciudad más poblada gobernada por el PP es Alfafar, con 20.728 habitantes, cuyo alcalde, Juan Ramón Adsuara, logró mantenerse en el poder mediante un acuerdo con Ciudadanos

## Resultados electorales

### Resultados globales
| ← Elecciones municipales de 2015 en la provincia de Valencia → |          |           |            |            |
| Partido                                                        | Votos    | Variación | Porcentaje | Concejales |
| Participación                                                  | 1397 817 | 15 504    | 73,02 %    | -          |
| Votos nulos                                                    | 19 680   | 444       | 1,41 %     | -          |
| Voto en blanco                                                 | 17989    | 9310      | 1,31 %     | -          |
| PP                                                             | 381 645  | 254 105   | 27,69 %    | 1052       |
| PSOE                                                           | 327 207  | 46172     | 23,47 %    | 950        |
| Compromís                                                      | 265318   | 136852    | 19,25 %    | 467        |
| Cs                                                             | 119 370  | 119 370   | 8,66 %     | 113        |
| EUPV - Els Verds                                               | 72 923   | 9731      | 5,29 %     | 109        |

### Resultados en los principales municipios
En la siguiente tabla se muestran los resultados electorales en los 20 municipios más habitados de la provincia de Valencia.
| Municipio                    | Municipio                     | Alcalde y gobierno saliente                                          | Partido   | Votos   | %     | Concejales | +/- | Alcalde y gobierno electo                                                 |
| ---------------------------- | ----------------------------- | -------------------------------------------------------------------- | --------- | ------- | ----- | ---------- | --- | ------------------------------------------------------------------------- |
|                              | Valencia 33 concejales        | - Alcalde: Rita Barberá (PP) - Gobierno municipal: PP                | PP        | 105 963 | 25,71 | 10         | 10  | - Alcalde: Joan Ribó (Compromís) - Gobierno municipal: Compromís          |
| Compromís                    | Valencia 33 concejales        | - Alcalde: Rita Barberá (PP) - Gobierno municipal: PP                | 95 958    | 23,28   | 9     | 6          |     | - Alcalde: Joan Ribó (Compromís) - Gobierno municipal: Compromís          |
| C’s                          | Valencia 33 concejales        | - Alcalde: Rita Barberá (PP) - Gobierno municipal: PP                | 63399     | 15,38   | 6     | 6          |     | - Alcalde: Joan Ribó (Compromís) - Gobierno municipal: Compromís          |
| PSOE                         | Valencia 33 concejales        | - Alcalde: Rita Barberá (PP) - Gobierno municipal: PP                | 57 981    | 14,07   | 5     | 3          |     | - Alcalde: Joan Ribó (Compromís) - Gobierno municipal: Compromís          |
| Valencia en Común            | Valencia 33 concejales        | - Alcalde: Rita Barberá (PP) - Gobierno municipal: PP                | 40420     | 9,81    | 3     | 3          |     | - Alcalde: Joan Ribó (Compromís) - Gobierno municipal: Compromís          |
|                              | Torrente 25 concejales        | - Alcalde: Amparo Folgado (PP) - Gobierno municipal: PP              | PP        | 11 649  | 30,36 | 9          | 5   | - Alcalde: Jesús Ros (PSOE) - Gobierno municipal: PSOE                    |
| PSOE                         | Torrente 25 concejales        | - Alcalde: Amparo Folgado (PP) - Gobierno municipal: PP              | 10 960    | 28,57   | 9     | 0          |     | - Alcalde: Jesús Ros (PSOE) - Gobierno municipal: PSOE                    |
| Compromís                    | Torrente 25 concejales        | - Alcalde: Amparo Folgado (PP) - Gobierno municipal: PP              | 6057      | 15,79   | 4     | 2          |     | - Alcalde: Jesús Ros (PSOE) - Gobierno municipal: PSOE                    |
| C’s                          | Torrente 25 concejales        | - Alcalde: Amparo Folgado (PP) - Gobierno municipal: PP              | 3044      | 7,93    | 2     | 2          |     | - Alcalde: Jesús Ros (PSOE) - Gobierno municipal: PSOE                    |
| Ganar Torrente               | Torrente 25 concejales        | - Alcalde: Amparo Folgado (PP) - Gobierno municipal: PP              | 2125      | 5,54    | 1     | 1          |     | - Alcalde: Jesús Ros (PSOE) - Gobierno municipal: PSOE                    |
|                              | Gandía 25 concejales          | - Alcalde: Arturo Torró (PP) - Gobierno municipal: PP                | PP        | 14298   | 38,98 | 12         | 1   | - Alcalde: Diana Morant (PSOE) - Gobierno municipal: PSOE                 |
| PSOE                         | Gandía 25 concejales          | - Alcalde: Arturo Torró (PP) - Gobierno municipal: PP                | 9491      | 25,87   | 7     | 3          |     | - Alcalde: Diana Morant (PSOE) - Gobierno municipal: PSOE                 |
| Compromís                    | Gandía 25 concejales          | - Alcalde: Arturo Torró (PP) - Gobierno municipal: PP                | 6390      | 17,42   | 5     | 3          |     | - Alcalde: Diana Morant (PSOE) - Gobierno municipal: PSOE                 |
| C's                          | Gandía 25 concejales          | - Alcalde: Arturo Torró (PP) - Gobierno municipal: PP                | 1909      | 5,20    | 1     | 1          |     | - Alcalde: Diana Morant (PSOE) - Gobierno municipal: PSOE                 |
|                              | Paterna 25 concejales         | - Alcalde: Elena Martínez Guillem (PP) - Gobierno municipal: PP      | PSOE      | 7442    | 22,54 | 6          | 1   | - Alcalde: Juan Antonio Sagredo (PSOE) - Gobierno municipal: PSOE         |
| PP                           | Paterna 25 concejales         | - Alcalde: Elena Martínez Guillem (PP) - Gobierno municipal: PP      | 6839      | 20,71   | 6     | 8          |     | - Alcalde: Juan Antonio Sagredo (PSOE) - Gobierno municipal: PSOE         |
| Compromís                    | Paterna 25 concejales         | - Alcalde: Elena Martínez Guillem (PP) - Gobierno municipal: PP      | 6827      | 20,68   | 6     | 4          |     | - Alcalde: Juan Antonio Sagredo (PSOE) - Gobierno municipal: PSOE         |
| C's                          | Paterna 25 concejales         | - Alcalde: Elena Martínez Guillem (PP) - Gobierno municipal: PP      | 4315      | 13,07   | 4     | 4          |     | - Alcalde: Juan Antonio Sagredo (PSOE) - Gobierno municipal: PSOE         |
| Paterna sí puede             | Paterna 25 concejales         | - Alcalde: Elena Martínez Guillem (PP) - Gobierno municipal: PP      | 3216      | 9,74    | 2     | 2          |     | - Alcalde: Juan Antonio Sagredo (PSOE) - Gobierno municipal: PSOE         |
| EUPV                         | Paterna 25 concejales         | - Alcalde: Elena Martínez Guillem (PP) - Gobierno municipal: PP      | 2087      | 6,32    | 1     | 1          |     | - Alcalde: Juan Antonio Sagredo (PSOE) - Gobierno municipal: PSOE         |
|                              | Sagunto 25 concejales         | - Alcalde: Sergio Muniesa (PP) - Gobierno municipal: PP              | Compromís | 6703    | 20,73 | 5          | 1   | - Alcalde: Quico Fernández (Compromís) - Gobierno municipal: Compromís    |
| PP                           | Sagunto 25 concejales         | - Alcalde: Sergio Muniesa (PP) - Gobierno municipal: PP              | 5897      | 18,24   | 5     | 4          |     | - Alcalde: Quico Fernández (Compromís) - Gobierno municipal: Compromís    |
| EUPV                         | Sagunto 25 concejales         | - Alcalde: Sergio Muniesa (PP) - Gobierno municipal: PP              | 4823      | 14,92   | 4     | 1          |     | - Alcalde: Quico Fernández (Compromís) - Gobierno municipal: Compromís    |
| Iniciativa Porteña           | Sagunto 25 concejales         | - Alcalde: Sergio Muniesa (PP) - Gobierno municipal: PP              | 4198      | 12,98   | 3     | 1          |     | - Alcalde: Quico Fernández (Compromís) - Gobierno municipal: Compromís    |
| ADN Morvedre                 | Sagunto 25 concejales         | - Alcalde: Sergio Muniesa (PP) - Gobierno municipal: PP              | 3870      | 11,97   | 3     | 3          |     | - Alcalde: Quico Fernández (Compromís) - Gobierno municipal: Compromís    |
| PSOE                         | Sagunto 25 concejales         | - Alcalde: Sergio Muniesa (PP) - Gobierno municipal: PP              | 3467      | 10,72   | 3     | 2          |     | - Alcalde: Quico Fernández (Compromís) - Gobierno municipal: Compromís    |
| C's                          | Sagunto 25 concejales         | - Alcalde: Sergio Muniesa (PP) - Gobierno municipal: PP              | 2336      | 7,22    | 2     | 2          |     | - Alcalde: Quico Fernández (Compromís) - Gobierno municipal: Compromís    |
|                              | Alcira 21 concejales          | - Alcalde: Elena Bastidas (PP) - Gobierno municipal: PP              | PP        | 7507    | 32,48 | 8          | 5   | - Alcalde: Diego Gómez García (Compromís) - Gobierno municipal: Compromís |
| Compromís                    | Alcira 21 concejales          | - Alcalde: Elena Bastidas (PP) - Gobierno municipal: PP              | 5632      | 24,37   | 6     | 3          |     | - Alcalde: Diego Gómez García (Compromís) - Gobierno municipal: Compromís |
| PSOE                         | Alcira 21 concejales          | - Alcalde: Elena Bastidas (PP) - Gobierno municipal: PP              | 3847      | 16,65   | 4     | 0          |     | - Alcalde: Diego Gómez García (Compromís) - Gobierno municipal: Compromís |
| C’s                          | Alcira 21 concejales          | - Alcalde: Elena Bastidas (PP) - Gobierno municipal: PP              | 1773      | 7,67    | 2     | 2          |     | - Alcalde: Diego Gómez García (Compromís) - Gobierno municipal: Compromís |
| EUPV                         | Alcira 21 concejales          | - Alcalde: Elena Bastidas (PP) - Gobierno municipal: PP              | 1449      | 6,27    | 1     | 0          |     | - Alcalde: Diego Gómez García (Compromís) - Gobierno municipal: Compromís |
|                              | Mislata 21 concejales         | - Alcalde: Carlos Fernández Bielsa (PSOE) - Gobierno municipal: PSOE | PSOE      | 13267   | 57,22 | 14         | 3   | - Alcalde: Carlos Fernández Bielsa (PSOE) - Gobierno municipal: PSOE      |
| PP                           | Mislata 21 concejales         | - Alcalde: Carlos Fernández Bielsa (PSOE) - Gobierno municipal: PSOE | 4487      | 19,35   | 5     | 4          |     | - Alcalde: Carlos Fernández Bielsa (PSOE) - Gobierno municipal: PSOE      |
| Compromís                    | Mislata 21 concejales         | - Alcalde: Carlos Fernández Bielsa (PSOE) - Gobierno municipal: PSOE | 1724      | 7,44    | 1     | 1          |     | - Alcalde: Carlos Fernández Bielsa (PSOE) - Gobierno municipal: PSOE      |
| C's                          | Mislata 21 concejales         | - Alcalde: Carlos Fernández Bielsa (PSOE) - Gobierno municipal: PSOE | 1178      | 5,08    | 1     | 1          |     | - Alcalde: Carlos Fernández Bielsa (PSOE) - Gobierno municipal: PSOE      |
|                              | Burjasot 21 concejales        | - Alcalde: Rafael García (PSOE) - Gobierno municipal: PSOE           | PSOE      | 6261    | 32,46 | 8          | 0   | - Alcalde: Rafael García (PSOE) - Gobierno municipal: PSOE                |
| PP                           | Burjasot 21 concejales        | - Alcalde: Rafael García (PSOE) - Gobierno municipal: PSOE           | 3683      | 19,09   | 4     | 6          |     | - Alcalde: Rafael García (PSOE) - Gobierno municipal: PSOE                |
| Compromís                    | Burjasot 21 concejales        | - Alcalde: Rafael García (PSOE) - Gobierno municipal: PSOE           | 3218      | 16,68   | 4     | 2          |     | - Alcalde: Rafael García (PSOE) - Gobierno municipal: PSOE                |
| C's                          | Burjasot 21 concejales        | - Alcalde: Rafael García (PSOE) - Gobierno municipal: PSOE           | 1825      | 9,46    | 2     | 2          |     | - Alcalde: Rafael García (PSOE) - Gobierno municipal: PSOE                |
| EUPV                         | Burjasot 21 concejales        | - Alcalde: Rafael García (PSOE) - Gobierno municipal: PSOE           | 1705      | 8,84    | 2     | 1          |     | - Alcalde: Rafael García (PSOE) - Gobierno municipal: PSOE                |
| Todos con Burjasot           | Burjasot 21 concejales        | - Alcalde: Rafael García (PSOE) - Gobierno municipal: PSOE           | 1209      | 6,27    | 1     | 1          |     | - Alcalde: Rafael García (PSOE) - Gobierno municipal: PSOE                |
|                              | Onteniente 21 concejales      | - Alcalde: Jorge Rodríguez Gramage (PSOE) - Gobierno municipal: PSOE | PSOE      | 12079   | 61,98 | 14         | 6   | - Alcalde: Jorge Rodríguez Gramage (PSOE) - Gobierno municipal: PSOE      |
| PP                           | Onteniente 21 concejales      | - Alcalde: Jorge Rodríguez Gramage (PSOE) - Gobierno municipal: PSOE | 2649      | 13,59   | 3     | 7          |     | - Alcalde: Jorge Rodríguez Gramage (PSOE) - Gobierno municipal: PSOE      |
| Compromís                    | Onteniente 21 concejales      | - Alcalde: Jorge Rodríguez Gramage (PSOE) - Gobierno municipal: PSOE | 2039      | 10,46   | 2     | 0          |     | - Alcalde: Jorge Rodríguez Gramage (PSOE) - Gobierno municipal: PSOE      |
| EUPV                         | Onteniente 21 concejales      | - Alcalde: Jorge Rodríguez Gramage (PSOE) - Gobierno municipal: PSOE | 1247      | 6,40    | 1     | 0          |     | - Alcalde: Jorge Rodríguez Gramage (PSOE) - Gobierno municipal: PSOE      |
| C’s                          | Onteniente 21 concejales      | - Alcalde: Jorge Rodríguez Gramage (PSOE) - Gobierno municipal: PSOE | 1094      | 5,61    | 1     | 1          |     | - Alcalde: Jorge Rodríguez Gramage (PSOE) - Gobierno municipal: PSOE      |
|                              | Manises 21 concejales         | - Alcalde: Francisco Izquierdo (PP) - Gobierno municipal: PP         | PP        | 4391    | 26,87 | 6          | 6   | - Alcalde: Jesús Borràs (Compromís) - Gobierno municipal: Compromís       |
| Compromís                    | Manises 21 concejales         | - Alcalde: Francisco Izquierdo (PP) - Gobierno municipal: PP         | 3312      | 20,27   | 5     | 3          |     | - Alcalde: Jesús Borràs (Compromís) - Gobierno municipal: Compromís       |
| PSOE                         | Manises 21 concejales         | - Alcalde: Francisco Izquierdo (PP) - Gobierno municipal: PP         | 2741      | 16,78   | 4     | 1          |     | - Alcalde: Jesús Borràs (Compromís) - Gobierno municipal: Compromís       |
| Sí se puede Manises          | Manises 21 concejales         | - Alcalde: Francisco Izquierdo (PP) - Gobierno municipal: PP         | 2353      | 14,40   | 3     | 3          |     | - Alcalde: Jesús Borràs (Compromís) - Gobierno municipal: Compromís       |
| EUPV                         | Manises 21 concejales         | - Alcalde: Francisco Izquierdo (PP) - Gobierno municipal: PP         | 1617      | 9,90    | 2     | 0          |     | - Alcalde: Jesús Borràs (Compromís) - Gobierno municipal: Compromís       |
| C's                          | Manises 21 concejales         | - Alcalde: Francisco Izquierdo (PP) - Gobierno municipal: PP         | 1193      | 7,30    | 1     | 1          |     | - Alcalde: Jesús Borràs (Compromís) - Gobierno municipal: Compromís       |
|                              | Aldaya 21 concejales          | - Alcalde: Carmen Jávega (PP) - Gobierno municipal: PP               | PSOE      | 5391    | 32,82 | 8          | 0   | - Alcalde: Guillermo Luján (PSOE) - Gobierno municipal: PSOE              |
| PP                           | Aldaya 21 concejales          | - Alcalde: Carmen Jávega (PP) - Gobierno municipal: PP               | 3035      | 18,47   | 4     | 7          |     | - Alcalde: Guillermo Luján (PSOE) - Gobierno municipal: PSOE              |
| C's                          | Aldaya 21 concejales          | - Alcalde: Carmen Jávega (PP) - Gobierno municipal: PP               | 2102      | 12,80   | 3     | 3          |     | - Alcalde: Guillermo Luján (PSOE) - Gobierno municipal: PSOE              |
| Sí se puede Aldaya           | Aldaya 21 concejales          | - Alcalde: Carmen Jávega (PP) - Gobierno municipal: PP               | 2058      | 12,53   | 3     | 3          |     | - Alcalde: Guillermo Luján (PSOE) - Gobierno municipal: PSOE              |
| Compromís                    | Aldaya 21 concejales          | - Alcalde: Carmen Jávega (PP) - Gobierno municipal: PP               | 1888      | 11,49   | 2     | 1          |     | - Alcalde: Guillermo Luján (PSOE) - Gobierno municipal: PSOE              |
| EUPV                         | Aldaya 21 concejales          | - Alcalde: Carmen Jávega (PP) - Gobierno municipal: PP               | 832       | 5,06    | 1     | 0          |     | - Alcalde: Guillermo Luján (PSOE) - Gobierno municipal: PSOE              |
|                              | Chirivella 21 concejales      | - Alcalde: Enrique Ortí (PP) - Gobierno municipal: PP                | PP        | 4837    | 32,27 | 7          | 4   | - Alcalde: Michel Montaner (PSOE) - Gobierno municipal: PSOE              |
| PSOE                         | Chirivella 21 concejales      | - Alcalde: Enrique Ortí (PP) - Gobierno municipal: PP                | 3990      | 26,62   | 6     | 1          |     | - Alcalde: Michel Montaner (PSOE) - Gobierno municipal: PSOE              |
| Compromís                    | Chirivella 21 concejales      | - Alcalde: Enrique Ortí (PP) - Gobierno municipal: PP                | 2463      | 16,43   | 4     | 3          |     | - Alcalde: Michel Montaner (PSOE) - Gobierno municipal: PSOE              |
| Sí se puede Chirivella       | Chirivella 21 concejales      | - Alcalde: Enrique Ortí (PP) - Gobierno municipal: PP                | 1899      | 12,67   | 3     | 3          |     | - Alcalde: Michel Montaner (PSOE) - Gobierno municipal: PSOE              |
| EUPV                         | Chirivella 21 concejales      | - Alcalde: Enrique Ortí (PP) - Gobierno municipal: PP                | 1047      | 6,99    | 1     | 1          |     | - Alcalde: Michel Montaner (PSOE) - Gobierno municipal: PSOE              |
|                              | Alacuás 21 concejales         | - Alcalde: Elvira García Campos (PSOE) - Gobierno municipal: PSOE    | PSOE      | 5868    | 36,54 | 9          | 1   | - Alcalde: Elvira García Campos (PSOE) - Gobierno municipal: PSOE         |
| PP                           | Alacuás 21 concejales         | - Alcalde: Elvira García Campos (PSOE) - Gobierno municipal: PSOE    | 3486      | 21,71   | 5     | 5          |     | - Alcalde: Elvira García Campos (PSOE) - Gobierno municipal: PSOE         |
| Compromís                    | Alacuás 21 concejales         | - Alcalde: Elvira García Campos (PSOE) - Gobierno municipal: PSOE    | 2184      | 13,60   | 3     | 2          |     | - Alcalde: Elvira García Campos (PSOE) - Gobierno municipal: PSOE         |
| Cambiemos entre todos        | Alacuás 21 concejales         | - Alcalde: Elvira García Campos (PSOE) - Gobierno municipal: PSOE    | 1753      | 10,92   | 2     | 2          |     | - Alcalde: Elvira García Campos (PSOE) - Gobierno municipal: PSOE         |
| C's                          | Alacuás 21 concejales         | - Alcalde: Elvira García Campos (PSOE) - Gobierno municipal: PSOE    | 1083      | 6,74    | 1     | 1          |     | - Alcalde: Elvira García Campos (PSOE) - Gobierno municipal: PSOE         |
| EUPV                         | Alacuás 21 concejales         | - Alcalde: Elvira García Campos (PSOE) - Gobierno municipal: PSOE    | 963       | 6,00    | 1     | 1          |     | - Alcalde: Elvira García Campos (PSOE) - Gobierno municipal: PSOE         |
|                              | Játiva 21 concejales          | - Alcalde: Alfonso Rus (PP) - Gobierno municipal: PP                 | PSOE      | 4426    | 27,37 | 7          | 1   | - Alcalde: Roger Cerdà (PSOE) - Gobierno municipal: PSOE                  |
| EUPV                         | Játiva 21 concejales          | - Alcalde: Alfonso Rus (PP) - Gobierno municipal: PP                 | 3753      | 23,21   | 5     | 3          |     | - Alcalde: Roger Cerdà (PSOE) - Gobierno municipal: PSOE                  |
| PP                           | Játiva 21 concejales          | - Alcalde: Alfonso Rus (PP) - Gobierno municipal: PP                 | 3550      | 21,95   | 5     | 6          |     | - Alcalde: Roger Cerdà (PSOE) - Gobierno municipal: PSOE                  |
| Compromís                    | Játiva 21 concejales          | - Alcalde: Alfonso Rus (PP) - Gobierno municipal: PP                 | 2216      | 13,70   | 3     | 1          |     | - Alcalde: Roger Cerdà (PSOE) - Gobierno municipal: PSOE                  |
| C's                          | Játiva 21 concejales          | - Alcalde: Alfonso Rus (PP) - Gobierno municipal: PP                 | 1144      | 7,07    | 1     | 1          |     | - Alcalde: Roger Cerdà (PSOE) - Gobierno municipal: PSOE                  |
|                              | Sueca 21 concejales           | - Alcalde: Salvador Campillo (GISPM) - Gobierno municipal: GISPM     | Compromís | 4894    | 31,85 | 8          | 3   | - Alcalde: Raquel Tamarit (Compromís) - Gobierno municipal: Compromís     |
| PSOE                         | Sueca 21 concejales           | - Alcalde: Salvador Campillo (GISPM) - Gobierno municipal: GISPM     | 2794      | 18,18   | 5     | 1          |     | - Alcalde: Raquel Tamarit (Compromís) - Gobierno municipal: Compromís     |
| PP                           | Sueca 21 concejales           | - Alcalde: Salvador Campillo (GISPM) - Gobierno municipal: GISPM     | 2529      | 16,46   | 4     | 6          |     | - Alcalde: Raquel Tamarit (Compromís) - Gobierno municipal: Compromís     |
| GISPM                        | Sueca 21 concejales           | - Alcalde: Salvador Campillo (GISPM) - Gobierno municipal: GISPM     | 1884      | 12,26   | 3     | 1          |     | - Alcalde: Raquel Tamarit (Compromís) - Gobierno municipal: Compromís     |
| C’s                          | Sueca 21 concejales           | - Alcalde: Salvador Campillo (GISPM) - Gobierno municipal: GISPM     | 955       | 6,22    | 1     | 1          |     | - Alcalde: Raquel Tamarit (Compromís) - Gobierno municipal: Compromís     |
|                              | Oliva 21 concejales           | - Alcalde: Salvador Fuster (PSOE) - Gobierno municipal: PSOE         | PP        | 3233    | 25,89 | 6          | 1   | - Alcalde: David González (Compromís) - Gobierno municipal: Compromís     |
| Compromís                    | Oliva 21 concejales           | - Alcalde: Salvador Fuster (PSOE) - Gobierno municipal: PSOE         | 2955      | 23,66   | 5     | 0          |     | - Alcalde: David González (Compromís) - Gobierno municipal: Compromís     |
| PSOE                         | Oliva 21 concejales           | - Alcalde: Salvador Fuster (PSOE) - Gobierno municipal: PSOE         | 2299      | 18,41   | 4     | 2          |     | - Alcalde: David González (Compromís) - Gobierno municipal: Compromís     |
| Proyecto Oliva               | Oliva 21 concejales           | - Alcalde: Salvador Fuster (PSOE) - Gobierno municipal: PSOE         | 2025      | 16,22   | 4     | 2          |     | - Alcalde: David González (Compromís) - Gobierno municipal: Compromís     |
| EUPV                         | Oliva 21 concejales           | - Alcalde: Salvador Fuster (PSOE) - Gobierno municipal: PSOE         | 959       | 7,68    | 1     | 1          |     | - Alcalde: David González (Compromís) - Gobierno municipal: Compromís     |
| Partido de la Gente de Oliva | Oliva 21 concejales           | - Alcalde: Salvador Fuster (PSOE) - Gobierno municipal: PSOE         | 854       | 6,84    | 1     | 0          |     | - Alcalde: David González (Compromís) - Gobierno municipal: Compromís     |
|                              | Algemesí 21 concejales        | - Alcalde: Vicent García Mont (PP) - Gobierno municipal: PP          | PP        | 5277    | 35,38 | 8          | 3   | - Alcalde: Marta Trenzano (PSOE) - Gobierno municipal: PSOE               |
| PSOE                         | Algemesí 21 concejales        | - Alcalde: Vicent García Mont (PP) - Gobierno municipal: PP          | 3458      | 23,18   | 5     | 1          |     | - Alcalde: Marta Trenzano (PSOE) - Gobierno municipal: PSOE               |
| Compromís                    | Algemesí 21 concejales        | - Alcalde: Vicent García Mont (PP) - Gobierno municipal: PP          | 2798      | 18,76   | 4     | 2          |     | - Alcalde: Marta Trenzano (PSOE) - Gobierno municipal: PSOE               |
| EUPV                         | Algemesí 21 concejales        | - Alcalde: Vicent García Mont (PP) - Gobierno municipal: PP          | 2727      | 18,28   | 4     | 2          |     | - Alcalde: Marta Trenzano (PSOE) - Gobierno municipal: PSOE               |
|                              | Catarroja 21 concejales       | - Alcalde: Soledad Ramón (PP) - Gobierno municipal: PP               | PP        | 2999    | 20,50 | 5          | 6   | - Alcalde: Jesús Monzó (Compromís) - Gobierno municipal: Compromís        |
| Compromís                    | Catarroja 21 concejales       | - Alcalde: Soledad Ramón (PP) - Gobierno municipal: PP               | 2963      | 20,25   | 5     | 3          |     | - Alcalde: Jesús Monzó (Compromís) - Gobierno municipal: Compromís        |
| Ganar Catarroja              | Catarroja 21 concejales       | - Alcalde: Soledad Ramón (PP) - Gobierno municipal: PP               | 2684      | 18,35   | 5     | 5          |     | - Alcalde: Jesús Monzó (Compromís) - Gobierno municipal: Compromís        |
| PSOE                         | Catarroja 21 concejales       | - Alcalde: Soledad Ramón (PP) - Gobierno municipal: PP               | 2560      | 17,50   | 4     | 2          |     | - Alcalde: Jesús Monzó (Compromís) - Gobierno municipal: Compromís        |
| C’s                          | Catarroja 21 concejales       | - Alcalde: Soledad Ramón (PP) - Gobierno municipal: PP               | 1257      | 10,44   | 2     | 2          |     | - Alcalde: Jesús Monzó (Compromís) - Gobierno municipal: Compromís        |
|                              | Cuart de Poblet 21 concejales | - Alcalde: Carmen Martínez Ramírez (PSOE) - Gobierno municipal: PSOE | PSOE      | 6146    | 42,12 | 11         | 1   | - Alcalde: Carmen Martínez Ramírez (PSOE) - Gobierno municipal: PSOE      |
| PP                           | Cuart de Poblet 21 concejales | - Alcalde: Carmen Martínez Ramírez (PSOE) - Gobierno municipal: PSOE | 2693      | 18,46   | 4     | 5          |     | - Alcalde: Carmen Martínez Ramírez (PSOE) - Gobierno municipal: PSOE      |
| Compromís                    | Cuart de Poblet 21 concejales | - Alcalde: Carmen Martínez Ramírez (PSOE) - Gobierno municipal: PSOE | 1875      | 12,85   | 3     | 2          |     | - Alcalde: Carmen Martínez Ramírez (PSOE) - Gobierno municipal: PSOE      |
| Sí se puede Cuart de Poblet  | Cuart de Poblet 21 concejales | - Alcalde: Carmen Martínez Ramírez (PSOE) - Gobierno municipal: PSOE | 1440      | 9,87    | 2     | 2          |     | - Alcalde: Carmen Martínez Ramírez (PSOE) - Gobierno municipal: PSOE      |
| C’s                          | Cuart de Poblet 21 concejales | - Alcalde: Carmen Martínez Ramírez (PSOE) - Gobierno municipal: PSOE | 841       | 5,76    | 1     | 1          |     | - Alcalde: Carmen Martínez Ramírez (PSOE) - Gobierno municipal: PSOE      |
|                              | Paiporta 21 concejales        | - Alcalde: Vicente Ibor (PP) - Gobierno municipal: PP                | PP        | 4199    | 30,71 | 7          | 5   | - Alcalde: Isabel Martín (Compromís) - Gobierno municipal: Compromís      |
| Compromís                    | Paiporta 21 concejales        | - Alcalde: Vicente Ibor (PP) - Gobierno municipal: PP                | 3288      | 23,61   | 6     | 4          |     | - Alcalde: Isabel Martín (Compromís) - Gobierno municipal: Compromís      |
| PSOE                         | Paiporta 21 concejales        | - Alcalde: Vicente Ibor (PP) - Gobierno municipal: PP                | 2620      | 19,16   | 4     | 2          |     | - Alcalde: Isabel Martín (Compromís) - Gobierno municipal: Compromís      |
| Acuerdo Ciudadano            | Paiporta 21 concejales        | - Alcalde: Vicente Ibor (PP) - Gobierno municipal: PP                | 1370      | 10,02   | 2     | 1          |     | - Alcalde: Isabel Martín (Compromís) - Gobierno municipal: Compromís      |
| C’s                          | Paiporta 21 concejales        | - Alcalde: Vicente Ibor (PP) - Gobierno municipal: PP                | 1177      | 8,61    | 2     | 2          |     | - Alcalde: Isabel Martín (Compromís) - Gobierno municipal: Compromís      |